# Eriocaulon steinbachii
Eriocaulon steinbachii är en gräsväxtart som först beskrevs av Harold Norman Moldenke, och fick sitt nu gällande namn av Harold Norman Moldenke. Eriocaulon steinbachii ingår i släktet Eriocaulon och familjen Eriocaulaceae.
Artens utbredningsområde är Bolivia. Inga underarter finns listade i Catalogue of Life.